# 陶行知墓
32°07′27.48″N 118°48′12.14″E / 32.1243000°N 118.8033722°E
陶行知墓位于中国江苏省南京市栖霞区晓庄村劳山脚下的行知园内，园内还建有陶行知纪念馆（吉祥庵20号）和晓庄革命烈士纪念碑。

## 历史
该墓建于1946年12月，墓前设有阶梯式墓道，其上立有牌坊和墓碑，两侧植桃李，其后为墓丘。牌坊额上刻有陶行知生前手书“爱满天下”，两柱刻有郭沫若所书陶行知遗教“千教万教教人求真，千学万学学做真人”，墓碑上刻有沈钧儒所题写的“陶行知先生之墓”，并注有“中华民国三十五年十二月一日，中国五十三人民团体公葬”。1982年，列入江苏省文物保护单位。